# Türschließer

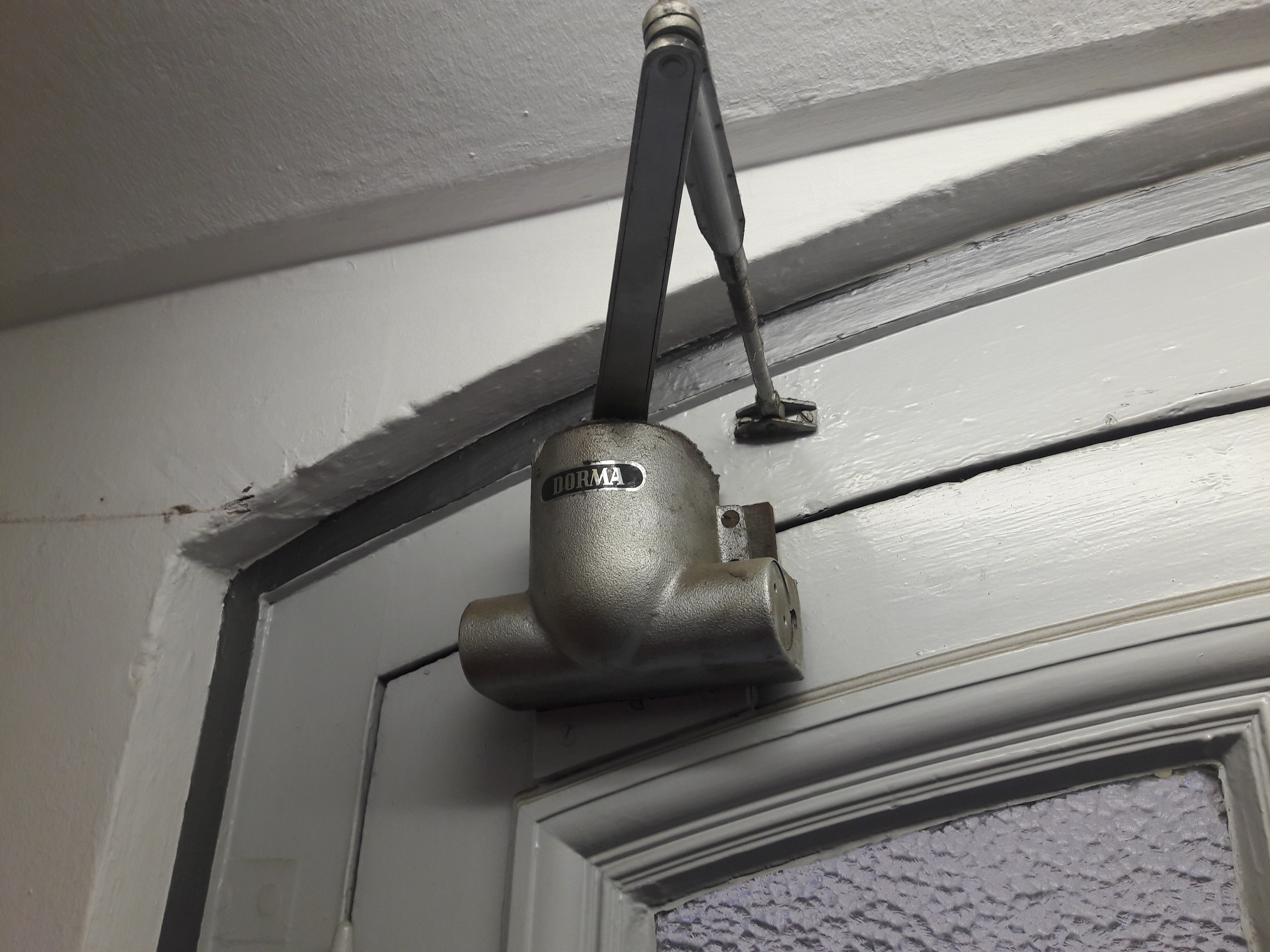
Alter Obentürschließer

Ein Türschließer bewirkt das selbsttätige Schließen einer Tür. Einfache Bauformen beruhen allein auf der Schwerkraft oder auf Federkraft. Moderne Türschließer übernehmen zugleich auch die Funktion eines Türdämpfers.
Zum Schutz von Flucht- und Rettungswegen vor eindringendem Rauch werden oft dicht- und selbstschließende Türen und für diesen Einsatzzweck zugelassene Türschließer gefordert. Falls die Tür im Regelfall offenstehen soll, muss ein Brandmeldesystem dafür sorgen, dass sie im Brandfall selbsttätig schließt.
Federbetriebene Türschließer werden in der Regel extern auf dem Türblatt oder der Türzarge montiert, können aber auch unsichtbar in Aussparungen integriert werden.
Schwere Türflügel sowie Türen in Einrichtungen für Kinder, alte und kranke Menschen werden vermehrt mit Systemen versehen, welche die Türe motorgetrieben schließen und öffnen. Diese sind nicht mit den weit verbreiteten Vorrichtungen zu verwechseln, die ein verschlossenes Türblatt lediglich freigeben und ebenfalls als Türöffner bezeichnet werden.
Mit automatischen Schließanlagen und -systemen können Türen und Tore auch mit Fern- bzw. Zentralsteuerung automatisiert geöffnet und geschlossen werden. Die Begriffe sind missverständlich, da mit Schließanlagen auch gleichschließende Türschlösser bezeichnet werden, die das Öffnen von mehreren Türen mit dem gleichen Schlüssel ermöglichen.
Meist ist erwünscht, dass der Türschließer nicht nur das Türblatt an die Zarge heranführt, sondern auch genügend Kraft entwickelt, um die Falle ins Schließblech des Türschlosses einklinken zu lassen. Besonders Türschließer an Außentüren sowie Innentüren, die regelmäßig Windzug ausgesetzt sind, müssen hierfür ein beträchtliches Drehmoment aufbringen. Da aufgrund von Wind und Federkraft schnell schließende Türblätter eine Verletzungsgefahr darstellen, werden diese Türschließer in der Regel mit einem Mechanismus zur Dämpfung der Bewegung ausgestattet.

## Geschichte
Im August 1887 gründete der Kölner Otto Boedecker eine Spezialfirma für Türschließer, die als Sonntag & Boedecker firmierte; sein Partner war der Berliner Hugo Sonntag. Die in Köln ansässige Firma verwertete weltweit die Idee eines Türschließers, einer Erfindung der beiden Firmengründer. Erste und klassische Marke war der „Imperator“, der noch heute an Türen in alten Gebäuden angebracht ist und von der weiterhin an der Gründungsadresse residierenden Firma repariert wird.

## Anwendungsbereich
Türschließsysteme sind oft in Mehrfamilienhäusern und Gebäuden mit Publikumsverkehr zu finden.
Indem sie Hauseingangstüren nach jeder Öffnung automatisch verschließen, mindern sie das Eintreten unbefugter Personen. Außerdem verhindern sie zumeist, dass geöffnete Türen durch heftigen Wind oder Mutwilligkeit so stark beschleunigt werden, dass Personen gefährdet werden oder Schäden an Türelement, Zarge oder benachbarten Bauteilen entstehen. Im Vergleich zu unnachgiebig installierten Türstoppern verringern gedämpfte Türschließer die auf das Türblatt wirkenden Kräfte deutlich.
Rauch- und Brandschutztüren müssen mit zugelassenen Schließsystemen ausgerüstet sein. Diese Türen dienen zum Abschluss von festgelegten Brandabschnitten, in erster Linie in Fluren und Treppenhäusern. Im Brandfall tragen selbstschließende Feuerschutztüren dazu bei, die Ausbreitung des Feuers und insbesondere des Rauchs zu begrenzen.

## Bauarten
Die einfachsten und robustesten Bauformen bewirken ein Anheben des Türblatts beim Öffnen (sogenannter Türheber), so dass es sich anschließend durch die Schwerkraft von selber wieder in die Ausgangslage zurück bewegt.
Erreicht wird die Aufwärtsbewegung des Türblatts durch schräge Laufflächen der Gelenke der Türbänder oder durch einen schrägstehenden Stab zwischen je einem Führungspunkt auf Türblatt und Türzarge, der sich beim Öffnen der Tür aufrichtet und das Türblatt in den Angeln hebt.
Bei Gartentoren und Tiergattern ist es üblich, die Drehachse des unteren Türbands vom Türblatt weg nach außen zu verlagern. Hierdurch bewegt sich das Tor beim Öffnen schräg nach oben und fällt zurück, wenn es losgelassen wird. Alternativ kann auch das komplette Tor etwas zur Senkrechten geneigt montiert werden.
Die Schließkraft der schwerkraftbetriebenen Systeme entspricht einfachen, durch Federkraft betätigten Türschließern. Mit beiden Systemen kann nicht immer erreicht werden, dass die Tür zuverlässig ins Schloss fällt.
Insbesondere bei leichten Türblättern ist die Wirkung der Schwerkraft im Verhältnis zur Fläche des Türblatts so gering, dass die Schließbewegung bereits durch geringe Luftbewegungen gehemmt wird.
Um zu verhindern, dass ein schwerkraft- oder federgetriebenes Türblatt mit Gewalt zuschlägt, werden separate Schließdämpfer montiert, die unter dem Markennamen Dictator bekannt sind. Die Montage erfolgt meist an der oberen Kante des Türblatts (an der vom Türband entfernten Seite). Der Schließdämpfer fängt eine schnell zuschlagende Tür auf und schließt sie langsam. Er kann auch zusätzlich zu einem gewöhnlichen Türschließer montiert werden, wenn etwa die Falle eines verzogenen Türblatts nicht zuverlässig einschnappt.
Manche Türschließer bieten die Möglichkeit, das Türblatt in vollständig geöffneter Stellung einzurasten, so dass auf die Nutzung eines separaten Türfeststellers verzichtet werden kann.

### Gedämpfte Türschließer
Bei gedämpften Türschließern wird die zum Schließen der Tür erforderliche Energie beim Öffnen in einer Feder gespeichert und bei der nachfolgenden Schließbewegung hydraulisch gedämpft wieder abgegeben. Die Schließkraft lässt sich in der Regel über die Kompression der Feder und die Schließgeschwindigkeit über Ventile stufenlos einstellen.
Bei beidseitig freischwingenden Türblättern, die keinen Anschlag an der Zarge haben, wird der aperiodische Grenzfall angestrebt, um das Türblatt in kürzester Zeit ohne Überschwinger zu schließen.
Gedämpfte Türschließer werden entweder am Rand des Türblatts oder an der Zarge montiert und über einen oder zwei Arme mit dem jeweils anderen Part verbunden.
Die Kopplung über zwei Arme nennt sich auch Scherengestänge.
Wird nur ein Arm verwendet, so gleitet dieser entweder über eine Rolle oder ein Gleitstück; alternativ dazu befinden sich Rolle oder Gleitstück am Ende des Arms und werden in einer Gleitschiene geführt.
Gleitschienentürschließer werden mit Nocken und Kurvenscheibe (engl. cam) und Zahntriebtechnik angeboten.

### Sonderbauarten
Sind an zweiflügeligen Türen beide Flügel durch Türschließer zu schließen, wird oft ein Gestänge zur Schließfolgeregelung vorgesehen. Dies bewirkt, dass zuerst der Stehflügel, dann der Gangflügel geschlossen wird, so dass die Falze beider Flügel am Stulp (Stoß der beiden Flügel) wie vorgesehen ineinandergreifen. Andernfalls besteht die Gefahr, dass sich die Türfälze ineinander verkanten. Dann würden sie sich gegenseitig blockieren, und die gesamte Doppelflügeltür wäre blockiert.
Die Schließfolgeregelung ist nach DIN EN 1158 definiert und stellt eine optionale automatische Einstellung für Doppelfalztüren mit Türschließer dar. Je nach System, gibt es die Wahl zwischen mechanischen und elektrischen Schließfolgeregelungen.
Große und repräsentative Türen werden ebenso wie Ganzglastüren oft mit einem Bodentürschließer ausgestattet, der unsichtbar in einer Aussparung von Fußboden und Bodenplatte montiert wird.

## Anforderungen
Die DIN 18040 für barrierefreies Bauen definiert für jene Türen, an denen Verwendung eines Türschließers erforderlich ist, ein maximales Öffnungsmoment der Größe 3 nach DIN EN 1154. Dieses ist aktuell definiert mit 47 Nm (gemessen am Türschließer) bei Öffnung zwischen 0° und 60°.
Die DIN Spec 1104 ist eine technische Spezifikation, die ein um 40 % reduziertes Öffnungsmoment bei einem Türöffnungswinkel zwischen 2° und 60° empfiehlt. Dies soll Kindern, älteren Personen und Behinderten in öffentlichen und privaten Gebäuden das Öffnen der Tür erleichtern und den Begehkomfort erhöhen.
Wenn Türen offengehalten werden sollen, die aufgrund baurechtlicher Anforderungen selbstschließend auszuführen sind, können die Türflügel durch elektrische Feststellanlagen (elektro)magnetisch arretiert werden.
Alternativ werden Freilauftürschließer mit „Freeswing“-Funktion eingesetzt. Nach einmaligem Öffnen gegen die Federkraft geben diese das Türblatt frei und erlauben eine Begehung der Tür ohne zusätzlichen Kraftaufwand. Hier wird der Türschließer selber im vorgespannten Zustand arretiert. Im Brandfall wird die Vorspannung gelöst und sorgt für das selbsttätige Schließen der Tür.
Mechanismen zur Offenhaltung von Brandschutztüren im Alltag werden insbesondere in Krankenhäusern, Seniorenheimen und Kindergärten eingesetzt, um die Nutzung der Gebäude zu erleichtern.
Türen mit Anforderungen an Feuer- oder Rauchschutz müssen generell mit zugelassenen Türschließsystemen ausgestattet werden. Bei zweiflügeligen Türen ist eine Schließfolgeregelung vorgeschrieben, um einen dichten Verschluss von Standflügel und Gangflügel sicherzustellen. Hydraulische Türschließer für Brandschutztüren müssen den Anforderungen der Norm DIN EN 1154 genügen, Türschließer mit elektrischer Feststellung zusätzlich denen der Norm DIN EN 1155 sowie Türschließer mit Schließfolgeregelungen zusätzlich der DIN EN 1158.

Einfache mechanische Schließer
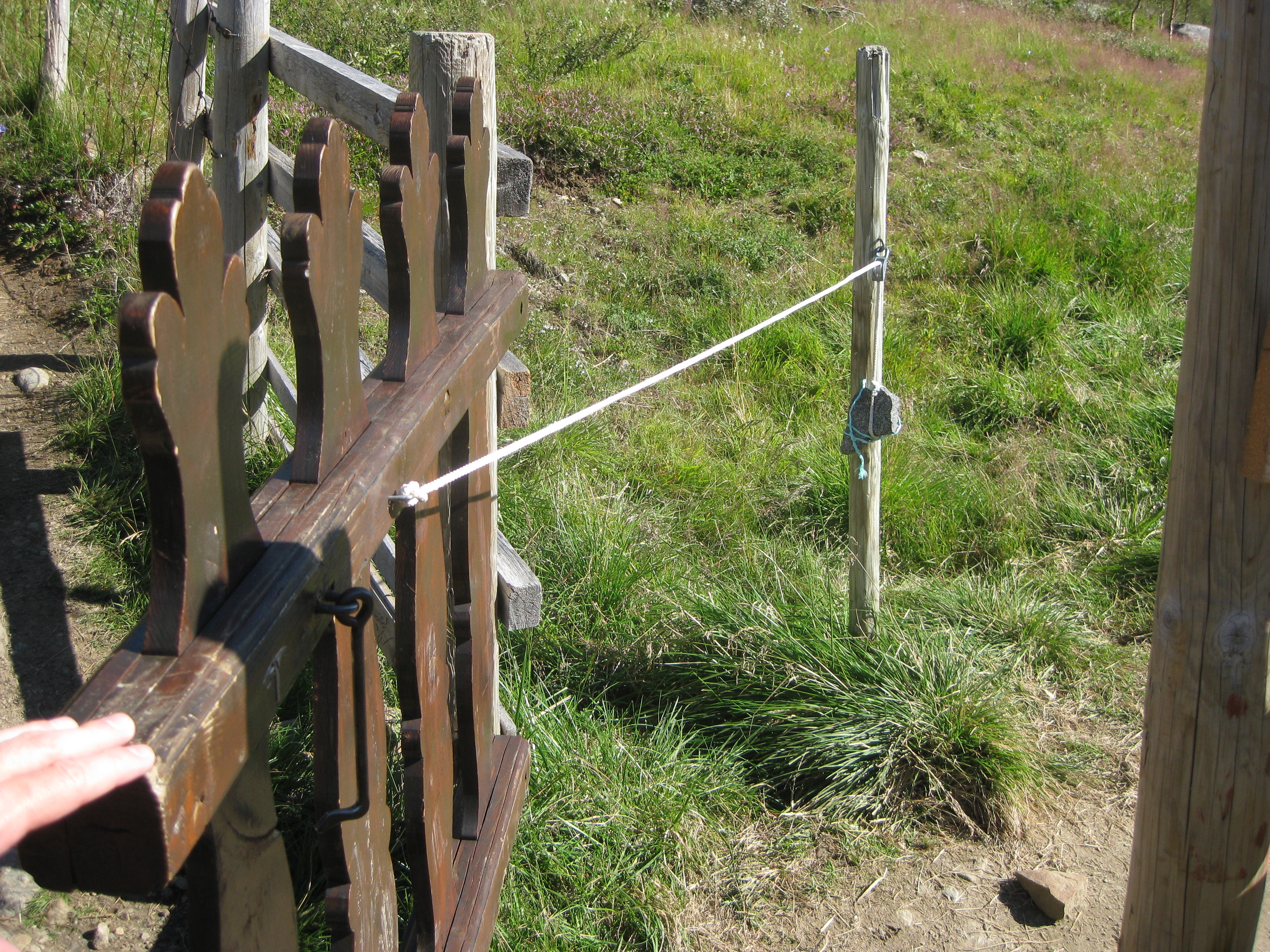
Ein Mechanismus ohne Feder zum Schließen eines Gartentores
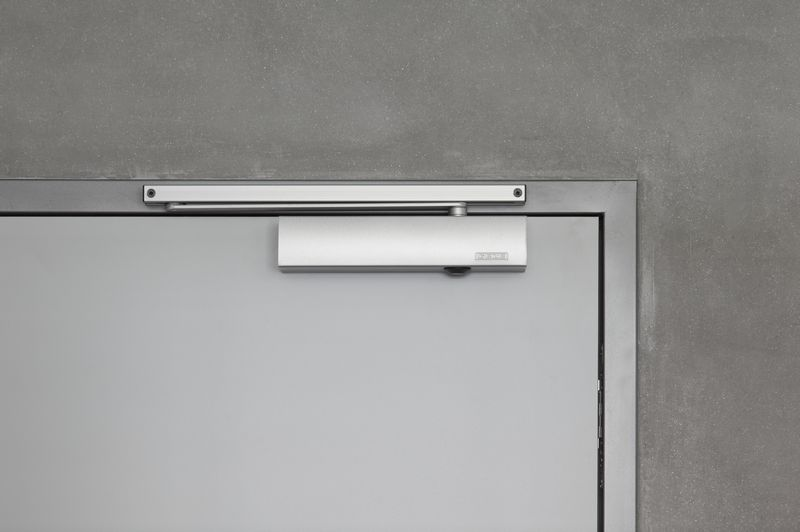
Obenliegender Türschließer mit Gleitschiene
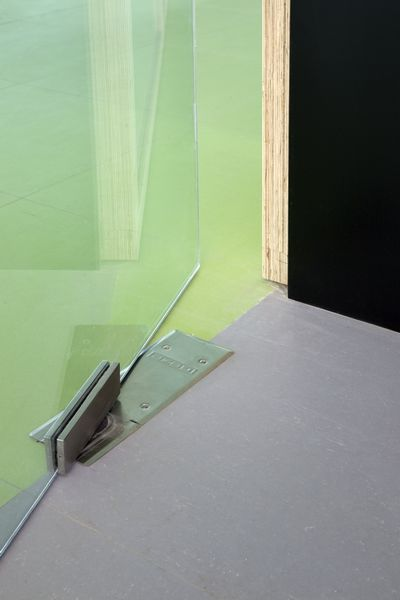
Bodentürschließer
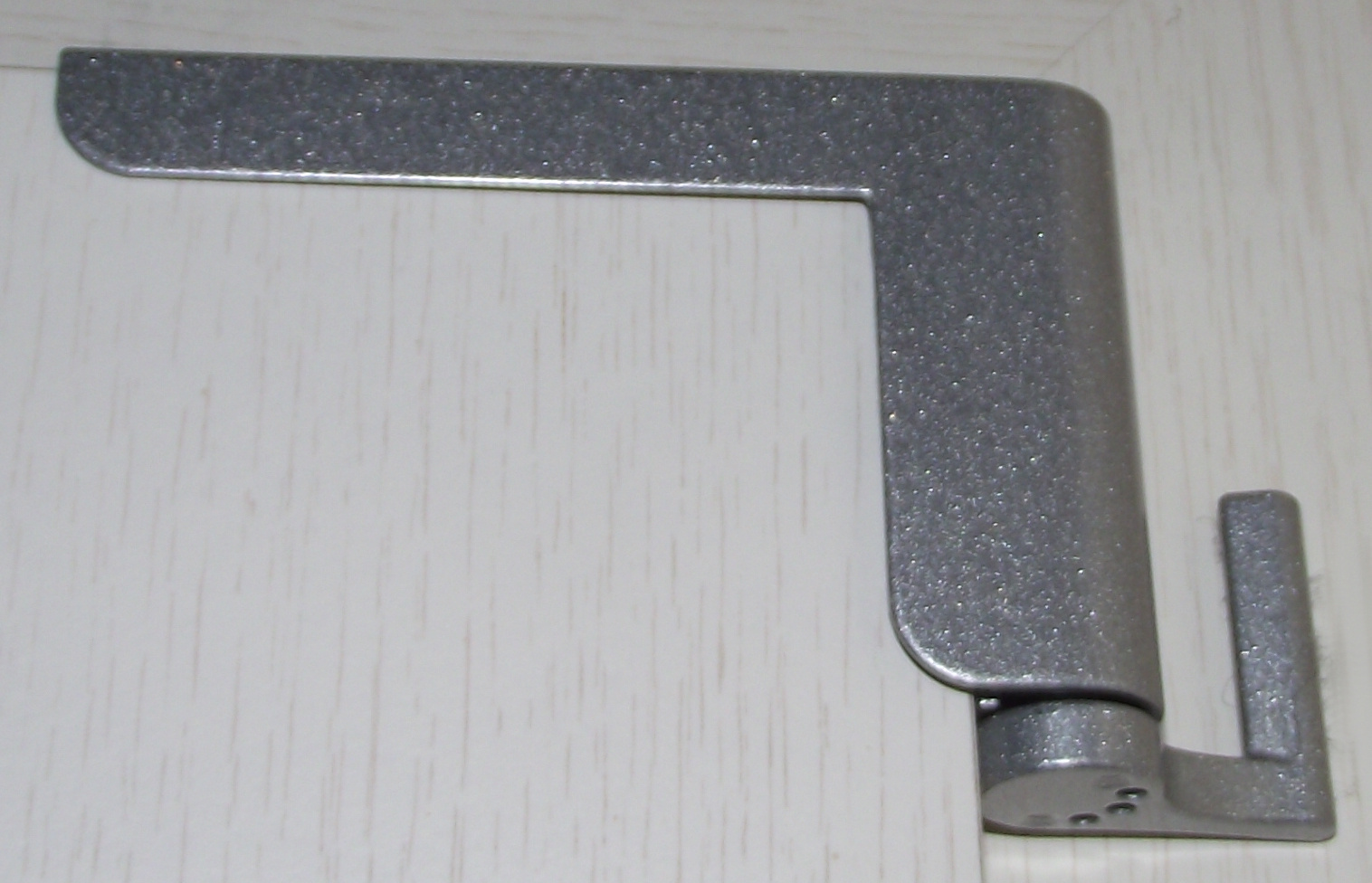
Ein einfacher Aufstecktürschließer